# Blera pictipes
Blera pictipes är en tvåvingeart som först beskrevs av Jacques-Marie-Frangile Bigot 1884.  Blera pictipes ingår i släktet stubblomflugor, och familjen blomflugor. Inga underarter finns listade i Catalogue of Life.